# Necros
Die Necros waren eine Hardcore-Band aus Maumee im US-Bundesstaat Ohio. Sie hatten einen gewissen Einfluss innerhalb der Detroiter Hardcore-Szene und waren die erste Band, die Tonträger auf Touch and Go Records veröffentlichten.

## Geschichte
Die Band wurde 1979 von Barry Henssler, Todd Swalla und Andy Wendler gegründet, die zu diesem Zeitpunkt alle noch Teenager waren. In den ersten Monaten war die Band noch dem Punk verhaftet; inspiriert durch die erste EP von Black Flag wandte sie sich aber noch im Gründungsjahr dem Hardcore zu. Nach einem halben Dutzend nur kurzfristig eingesetzter Bassisten stieß Corey Rusk als festes Mitglied zur Gruppe. Die Necros gehörten gemeinsam mit Crucifucks, L Seven, Meatmen, Negative Approach und Violent Apathy zu den ersten Hardcore-Bands der Detroiter Szene und hatten anfangs noch keine Auftrittsmöglichkeiten; diese ergaben sich erst im Verlauf des Jahres 1980. Zu diesem Zeitpunkt waren Henssler und Wendler, die beiden ältesten Mitglieder der Band, gerade einmal 16 Jahre alt. Bereits das zweite Konzert fand (im März 1981) als Vorgruppe von Flipper vor 400 Zuschauern statt.
Henssler war Herausgeber eines Fanzines namens Smegma Journal. Durch dieses wurden Tesco Vee und Dave Stimson, Herausgeber des Touch and Go-Musikmagazins, auf die Band aufmerksam, und es entwickelte sich eine Freundschaft. Vee und Stimson gründeten Touch and Go Rekords (zum Gründungszeitpunkt noch mit einem „K“ geschrieben), um die erste EP der Necros, Sex Drive, veröffentlichen zu können. Die erste Auflage betrug 100 Exemplare. Eine der frühen Tourneen der Band führte 1981 gemeinsam mit den Meatmen durch New York, Boston und Washington; in New York eröffneten sie dabei für die Misfits.
Wendler verließ die Band 1981 und wurde durch Brian Pollack ersetzt. In dieser Besetzung wurde die EP IQ32 aufgenommen, die von Ian MacKaye produziert und gemeinsam von Touch and Go und MacKayes Label Dischord Records veröffentlicht wurde. Necros-Bassist Rusk war mittlerweile im Alter von 17 Jahren zum zweiten Touch-and-Go-Geschäftsführer neben Vee aufgestiegen und übernahm das Label 1983 komplett, als Vee nach Washington D.C. umzog. Noch Ende 1982 stieß Wendler wieder zur Band, und das erste komplette Album Conquest for Death sowie eine gleichnamige Single, deren Cover von Brian Schroeder gestaltet wurde, wurden veröffentlicht.
1983 verließ Rusk die Band, um sich exklusiv um sein Label zu kümmern. Sein Nachfolger am Bass wurde Ron Sakowski. In der Folgezeit kam es zum Streit zwischen der Band und Rusk. Henssler äußerte in einem Interview mit dem One-Solution-Fanzine, dass die große Lücke zur nächsten Necros-Veröffentlichung auf unklare Äußerungen Rusks zum Verbleib der Necros bei Touch and Go zurückzuführen sei. Touch and Go hingegen strich in der Folge die Necros-Releases aus seinem Veröffentlichungskatalog.
Der nächste Release war 1985 eine Split-EP mit White Flag, danach folgte noch die LP Tangled Up. Zu diesem Zeitpunkt hatte sich die Band wie viele US-Hardcore-Bands von den Wurzeln des Genres gelöst. Die Bandmitglieder ließen sich die Haare lang wachsen, kleideten sich im späteren Grunge-Stil und näherten sich musikalisch dem Metal an. 1987 lösten sich die Necros nach einer gemeinsamen Tournee mit Megadeth auf. Der Grund hierfür war ein Rechtsstreit zwischen Rusk und den übrigen Mitgliedern um das alte Material, das unter Touch and Go aufgenommen wurde.
Nach der Auflösung der Necros gründete Henssler die Funk-Rock-Band Big Chief. Swalla und Sakowski wurden Mitte der 1990er-Jahre Teil des Line-ups der Band Laughing Hyenas; seit 2006 spielt Sakowski bei den neu formierten Negative Approach. Wendler spielte in einer Gruppe namens Gone In Sixty Seconds. Rusk ist immer noch Geschäftsführer von Touch and Go Records.

## Stil
Die Necros stehen für klassischen Hardcore im Stile von Black Flag oder Minor Threat und sind diesbezüglich für das Gebiet Ohio/Michigan stilprägend. Der US-Journalist George Hurchalla bezeichnet die Band gemeinsam mit Negative Approach als „Startschuss“ der Detroiter Hardcore-Szene. Die erste EP Sex Drive enthält noch deutliche Einflüsse des Punk. Das letzte Album Tangled Up ist eher dem Genre Hard Rock zuzurechnen. Laut Brian Cogans Encyclopedia of Punk Music and Metal spielte die Band klassischen Hardcore Punk, wobei die Metaleinflüsse bei späteren Veröffentlichungen deutlich zugenommen hätten.

## Diskografie
- 1981: Sex Drive (EP, Touch and Go Records)
- 1981: I.Q. 32 (EP, Touch and Go Records und Dischord Records)
- 1983: Conquest for Death (Touch and Go Records)
- 1986: Jail Jello (Split-EP mit White Flag, Gasatanka Records)
- 1986: Tangled Up (Restless Records)

Postum
- 1990: Live or Else (Medusa Records)
- 2002: Split-EP mit Authority Abuse (Wise Hoodlum Records)
- 2012: Ambionic Sound (EP, Alona's Dream Records)
- 2012: Sugar Daddy Live Split Series (Split-EP mit Melvins, Negative Approach und Die Kreuzen, Amphetamine Reptile Records)
- 2013: Club House Session (EP, Alona's Dream Records)
- 2014: Live in '85 (Livealbum, Jett Plastic recordings)